# Тролль (фильм, 2022)
«Тролль» (норв. Troll) — норвежский фэнтезийный приключенческий художественный фильм режиссёра Роара Утхёуга, вышедший в 2022 году и рассказывающий о пробуждении гигантского горного тролля в современной Норвегии. Премьера фильма состоялась  на платформе Netflix 1 декабря.
До премьеры фильма режиссёр признавался, что идея кино о троллях появилась у него более 20 лет назад, и теперь это «мечта, ставшая явью».

## Сюжет
В горах Доврефьелль строительные работы пробуждают от тысячелетнего сна гигантского тролля, который разрушает подземный тоннель, а затем домик пожилой пары. В поисках решения правительство привлекает в качестве эксперта палеонтолога Нору Тидеманн, которую сопровождает советник премьер-министра Андреас Исексен. Оказывается, что тролль движется по ночам, а днём, опасаясь света, обращается в камень и его трудно обнаружить. Нора обращается к помощи своего отца Тобиаса, специалиста по фольклору, который всегда считал, что тролли реальны, из-за чего давно снискал репутацию сумасшедшего. В ходе попытки военных остановить тролля Тобиас гибнет, но успевает подсказать дочери ключ к решению: причиной ухода троллей в своё время стала христианизация страны, а ответы надо искать во дворце короля. Тем временем, тактическое вооружение и боевая авиация оказываются бессильными против тролля, и он продолжает движение к столице Норвегии. Правительство эвакуирует столицу, и, за неимением лучшего способа, готовится применить ядерное оружие против сказочного существа. Экспертов, которые искали менее опасное противодействие, отстраняют.
Нора приезжает в столицу и направляется в королевский дворец. Хранитель дворца лорд-камергер открывает тайну: в подземелье дворца, построенном на месте бывшего дворца короля троллей, находится колоссальный склеп с останками троллей. Сотни лет назад все они были уничтожены по приказу короля Олафа и пробудившийся тролль, скорее всего, последний в своём роде. Череп одного из троллей-детей Нора решает использовать как приманку. Тролль врывается в столицу, неся хаос и разрушения. Нора и Андреас на автомобиле, везущем череп, выманивают тролля на окраину, где для него группа военных по просьбе Норы подготовила ловушку: мощные лампы ультрафиолетового света. Подруга Норы хакер Сигрид в последнюю секунду блокирует пуск ядерных ракет с уже вылетевших самолётов. Тролля встречают вспышкой ламп, он останавливается. В последний момент Норе становится жаль последнего тролля, она выключает лампы и кричит троллю, чтобы он возвращался в горы. Однако уже поздно: восходит солнце, и его лучи добивают гиганта. Тролль умирает, образовав каменный холм. «Интересно, могли ли где-то в горах остаться другие тролли?» — задаёт Андреас Норе вопрос без ответа.
В финальной сцене каменная куча в тоннеле, из которого в начале выбрался тролль, начинает шевелиться, и раздаётся оглушающий рёв.

## В ролях
| Актёр                  | Роль                                                 |
| ---------------------- | ---------------------------------------------------- |
| Ине Марие Вильман      | Нора Тидеманн, палеонтолог                           |
| Ким С. Фальк-Йергенсен | Андреас Исексен, советник премьер-министра Норвегии  |
| Мадс Сьёгард Петтерсен | Кристоффер, офицер спецназа вооруженных сил Норвегии |
| Гард Б. Эйдсвольд      | Тобиас Тидеманн, фольклорист, отец Норы              |
| Пол Андерс Нордви      |                                                      |

## Отзывы
Гульназ Давлетшина (Film.ru) сравнивает фильм с аналогичными лентами о гигантских монстрах, таких как Кинг Конг или Годзилла, и отмечает, что в целом «Тролль» «наследуя прошлым киноопытам, служит скорее дублированием забытых и пройденных уроков». В частности, «персонажи в фильме вызывают острый приступ дежавю: обязательно есть сумасшедший учёный, в слова которого никто не верит, в противовес ему выступает склонный к насилию человек из правительства, и, конечно же, бороться с хаосом придётся отважному человеку науки, которого, по обыкновению, все недооценивают».

## Сиквел
Премьера сиквела под названием «Тролль 2» состоится 1 декабря 2025 на Netflix.